# Siyabonga Sangweni
Siyabonga Sangweni (Empangeni, 29 de setembro de 1981) é um ex-futebolista sul-africano que atuava como zagueiro. 
Ele defendeu os clubes Nathi Lions, Golden Arrows e Orlando Pirates, além da seleção da África do Sul. Retirou-se da profissão em 2016 após sofrer uma lesão no joelho.

## Carreira
Após atuar no Nathi Lions, Sangweni se transferiu para o Golden Arrows em 2005. Na edição de 2009 da Taça MTN 8, o Golden Arrows triunfou em todos os embates e conquistou o título da competição. Sangweni atuou os noventa minutos dos quatro jogos de sua equipe: Free State Stars na primeira fase, bem como nos dois triunfos sobre o AmaZulu nas semifinais, e na decisão contra o Ajax Cape Town.[carece de fontes?] Ele atuou no clube por seis temporadas, totalizando 150 partidas,
No início de julho de 2011, especulou-se que o atleta se transferia para o Orlando Pirates. A transferência foi confirmada e ele estreou pelo novo clube em um jogo amigável contra o Tottenham Hotspur. Sob o comando de Ruud Krol, conquistou quatro títulos e alcançou duas decisões em competições internacionais. Ele anunciou o término de sua carreira em 2016 após uma grave lesão no joelho.
Em dezembro de 2019, Sangweni configurou no time da década do Orlando Pirates na lista do jornalista Austin Ditlhobolo.

### Títulos
Os títulos conquistados por Sangweni estão listados abaixo:[carece de fontes?]
- Golden Arrows
  - Taça MTN 8: 2009
- Orlando Pirates
  - Premier Soccer League: 2011–12.
  - Nedbank Cup: 2013–14.
  - Copa da Liga Sul-Africana: 2011.
  - Taça MTN 8: 2011.

## Carreira internacional
A primeira participação de Sangweni na seleção Sul-Africana ocorreu em 26 de maio de 2007, em um jogo contra Maláui. Desde então, ele foi convocado com frequência e marcou seu primeiro gol diante da Bulgária em um jogo amigável em 24 de maio de 2010.
Sangweni foi convocado para integrar o elenco da África do Sul na Copa do Mundo de 2010. Na ocasião, ele não atuou em nenhuma partida. Três anos depois, atuou em todos os jogos da seleção na Taça das Nações Africanas, marcando dois jogos na fase de grupos.[carece de fontes?]